# Du (Unix)
Pour les articles homonymes, voir Du.
du (en anglais, signifie disk usage, « utilisation du disque ») est le nom d'une commande Unix permettant d'obtenir une estimation de l'espace qu'un fichier ou un répertoire prend sur le disque (à ne pas confondre avec la taille d'un fichier ou des fichiers contenus dans un répertoire).

## Historique
L'utilitaire du est apparu avec la première version d'UNIX d'AT&T.

## Spécification
Par défaut, les spécifications d'Unix spécifient que du doit afficher l'espace disque alloué pour chaque fichier et dossiers contenus dans le dossier courant. Les liens sont affichés comme la taille du fichier du lien, pas la taille de ce qui est lié ; la taille du dossier affiche taille du contenu des dossiers est affiché.
Comme du affiche l'espace alloué sur le disque, et pas la taille absolue des fichiers, la quantité d'espace utilisé sur un système de fichier varie de ce qui est affiché par df si des fichiers ont été supprimés mais que leurs blocs n'ont pas encore été libéré.

## Exemples
Taille des répertoires en kilooctets :
```
 
$
 
du
 
-sk
 
*

 
152304
  
data

 
1856548
 
backup

```

Taille des répertoires en formats humains (octet, kilooctet, mégaoctet, gigaoctet, téraoctet ou pétaoctet) :
```
 
$
 
du
 
-sh
 
*

 
149M
 
data

 
1
.8G
 
backup

```

Liste de tous les sous-répertoires et fichiers incluant les cachés, classés par tailles :
```
 
$
 
du
 
-sk
 
.
[
A-z
]
*
 
*
|
sort
 
-n

```

Liste tous les sous-répertoires et fichiers y compris les fichiers cachés commençant par un chiffre, classés par tailles. Unités "human readable" (G, M, k). Taille totale du dossier sur dernière ligne :
```
 
$
 
du
 
-sch
 
*
 
.
[
A-z0-9
]
*
 
|
 
sort
 
-h

```